# Liste der Mitglieder der American Academy of Arts and Sciences/1943
Im Jahr 1943 wählte die American Academy of Arts and Sciences 24 Personen zu ihren Mitgliedern.

## Neu gewählte Mitglieder
- Leonard Bacon (1887–1954)
- Arlie Vernon Bock (1888–1984)
- Augusta Fox Bronner (1881–1966)
- Willa Cather (1873–1947)
- Ada Louise Comstock (1876–1973)
- Carleton S. Coon (1904–1981)
- Bradley Dewey (1887–1974)
- David Bruce Dill (1891–1991)
- Angus Dun (1892–1971)
- Philipp Frank (1884–1966)
- Hugh O’Neill Hencken (1902–1981)
- Chester Scott Keefer (1897–1972)
- Edwin Herbert Land (1909–1991)
- Lewis Don Leet (1901–1974)
- Brenton Reid Lutz (1890–1960)
- Perry Miller (1905–1963)
- Cecilia Payne-Gaposchkin (1900–1979)
- Benjamin Morris Selekman (1893–1962)
- Jean Seznec (1905–1983)
- Donald C. Stockbarger (1895–1952)
- Hugh Stott Taylor (1890–1974)
- Randall Thompson (1899–1984)
- Payson Sibley Wild (1905–1998)
- Charles Edward Wyzanski (1906–1986)